# Rosalie Levasseur
Pour les articles homonymes, voir Levasseur.
Marie-Rose-Claude-Josèphe Levasseur dite Rosalie Levasseur, née à Valenciennes le 8 octobre 1749 et morte à Neuwied, en Allemagne le 6 mai 1826, est une cantatrice.

## Biographie
Rosalie Levasseur est née à Valenciennes le 8 octobre 1749, de parents à l'humble extraction. Ils n'étaient pas mariés et ont reconnu leur fille seulement en 1761. Le père, Jean-Baptiste Levasseur, a été un moment chantre à Valenciennes et a donné une éducation musicale rudimentaire à sa fille. 
Les débuts de Rosalie Levasseur à l'Opéra de Paris sont modestes : elle y entre en 1766 et jusqu'en 1776 y tient des petits rôles (comme celui de l'Amour dans la version française de Orfeo ed Euridice de Gluck, en 1774) ou des remplacements. 
Cependant, protégée par son amant, le comte Florimond de Mercy-Argenteau, ambassadeur d'Autriche, elle ravit à Sophie Arnould, le rôle-titre dans l'Alceste de Gluck. Formée par le compositeur, elle crée ensuite Armide (1777) et Iphigénie en Tauride (1779). Elle y connaît le succès et devient une chanteuse appréciée du public. Elle triomphe encore dans le rôle-titre d'Électre de Le Moine (1782) mais dut arrêter les représentations de Renaud de Sacchini et laisser sa place à la Saint-Huberty.  
En 1773, elle est nommée musicienne de la Chambre du roi. Vedette exigeante voire capricieuse, défendant sa fortune, elle quitte l'opéra en 1785 non sans demander une pension de retraite supérieure à celle qu'elle aurait dû toucher. 
Maîtresse de l'ambassadeur d'Autriche Mercy-Argenteau qui lui est très attaché, elle vit dans une maison sise sur les terres qu'il a achetées à Conflans-Sainte-Honorine Chennevières en 1772, dans laquelle ils vivent plus intimement. Leur liaison est de plus en plus ouverte lors de la retraite de la chanteuse en 1785, si bien qu'on a prétendu qu'ils s'étaient mariés en secret (aucun document ne le confirme : voir Pimodan, p. 218). En revanche, un enfant naît de leur liaison en 1783, que l'on appelle le chevalier Alexandre Henri Joseph de Noville— une terre appartenant à la famille Mercy. Rosalie l'adopte seulement en 1810.
Pour fuir la tourmente révolutionnaire, Mercy-Argenteau demande à être nommé à l'étranger : l'Empereur l'envoie en 1790 d'abord à La Haye puis à Bruxelles. Rosalie le rejoint deux ans plus tard. Mercy meurt en 1794.
Revenue d'émigration, la chanteuse se marie au Pecq en 1806 avec un ancien militaire de 74 ans, M. de Fouchier (elle-même a maintenant 57 ans). Veuve, elle retourne vivre à Neuwied, qu'elle avait connu lors de l'émigration. Elle s'y éteint le 6 mai 1826. Une rue porte son nom à Conflans-Sainte-Honorine, dans les Yvelines.
Chanteuse aux moyens vocaux limités mais possédant un beau timbre, Rosalie Levasseur était surtout une tragédienne dans la lignée de l'école française illustrée par des artistes comme Marie Le Rochois ou Marie Pélissier. Un témoignage de l'époque résume bien ses qualités :
« Formée et stylée par le chevalier Gluck lui-même, elle est tout de suite montée à un degré de perfection dont on ne l’aurait pas cru susceptible. C’est aujourd’hui la meilleure actrice de la scène ; on regrette seulement que sa figure peu théâtrale ne réponde à la majesté de ses rôles » (L'Espion anglais, dans Campardon, p. 130).